# Diamante Florentino
El Diamante Florentino, también llamado El Florentino, ha sido uno de los diamantes más célebres de la historia. En la actualidad esta gema, procedente de la India, se encuentra extraviada. Era de color amarillo claro con matices ligeramente verdes. Contaba con una talla irregular, aunque bastante compleja, de tipo rosa doble con nueve caras y 126 facetas. El Florentino fue un diamante de 137,27 quilates (27,454 gramos). Este diamante también fue conocido como el Toscano, el Diamante Toscano, el Gran Duque de Toscana, El Diamante Austríaco o el Diamante Amarillo Austríaco.

## Hipótesis
Existen diferentes relatos sobre el origen de este diamante. En uno de ellos se afirma que fue tallado por Lodewyk van Berken para Carlos el Temerario, Duque de Borgoña. Supuestamente Carlos el Temerario portaba el Diamante Florentino durante la batalla de Morat, en Nancy, donde fue derrotado el 22 de junio de 1476.
Según esta historia, un campesino o un soldado de la infantería que había encontrado el cadáver de Carlos el Temerario, se hizo con el diamante y lo vendió por un florín, pensando que se trataba de un cristal. El nuevo propietario Bartolomé May, ciudadano de Berna, lo vendió a la ciudad de Génova que a su vez lo entregó a Ludovico Sforza. Gracias a la familia Fugger el diamante pasó al tesoro de los Médici en Florencia. El papa Julio II también es mencionado como uno de sus poseedores.
En otro relato se afirma que el Diamante Florentino, todavía sin tallar, fue adquirido en el sur de la India a finales del siglo XVI por el gobernador portugués de Goa, Ludovico Castro, conde de Montesanto, después de la derrota del rajá de Vijayanagara por los portugueses. El diamante fue entregado a la Compañía de Jesús en Roma y Fernando I de Médici, Gran Duque de Toscana, lo compró a la familia Castro-Noronha después de largas negociaciones por 35.000 escudos portugueses. 
El hijo de Fernando I, Cosme II de Médici encargó a Pompeo Studentoli, un joyero veneciano afincado en Florencia, tallar la adquisición de su padre. La talla estuvo realizada el 10 de octubre de 1615. Un inventario realizado al morir Cosme II confirma que Fernando I adquirió el diamante sin tallar y señala que en el momento de su redacción se encontraba “tallado por ambas caras y rodeado por un conjunto de diamantes incrustados”.

## Historia documentada
La historia documentada del Diamante Florentino comienza cuando el joyero francés Jean Baptiste Tavernier, contempló esta gema en 1657 entre las posesiones de Fernando II de Médici. El Florentino pasó a manos de los Habsburgo por el matrimonio entre Francisco I de Lorena y la emperatriz María Teresa. Fue depositado en la Cámara del Tesoro (Schatzkammer) del Palacio de Hofburg en Viena y desde entonces el diamante formó parte de las joyas de la Corona Austríaca. 
En 1918, finalizada la Primera Guerra Mundial, la antigua familia imperial se llevó el Diamante Florentino cuando se exilió en Suiza al producirse la desaparición del Imperio austrohúngaro y proclamarse la república en Austria. Poco tiempo después, en 1921, una persona cercana a la antigua familia imperial robó el Diamante Florentino y otras gemas de la Corona Austríaca que habían tomado y las envió a Sudamérica. Desde entonces se desconoce el paradero del Diamante Florentino. Un rumor señala que durante la década de los años veinte fue tallado de nuevo en Estados Unidos y puesto a la venta.